# Masazo Nonaka
Masazo Nonaka (Ashoro, Hokkaido, 25 juli 1905 – aldaar, 20 januari 2019) was een Japanse supereeuweling. Nonaka was de oudste levende man van Japan sinds het overlijden van de 112-jarige Masamitsu Yoshida op 29 oktober 2016 en sinds het overlijden van de 113-jarige Francisco Núñez Olivera uit Spanje op 29 januari 2018 ook de oudste man ter wereld.
Nonaka werd geboren in een groot gezin, met zes broers en een zuster. Hij nam in 1925 de herberg van zijn ouders over. In 1931 trouwde hij met Hatsuno. Het stel kreeg vijf kinderen. Een kleindochter nam later de herberg met warmwaterbronnen over. In april 2018 ontving Nonaka het certificaat van Guinness World Records dat hem officieel bestempelde als oudste levende man ter wereld.